# 卡波尔瑙
卡波尔瑙，是匈牙利赫维什州所辖的一个村。总面积21.51平方公里，总人口1598，人口密度74.3人/平方公里（2011年1月1日）。